# Xã Lindenwood, Quận St. Charles, Missouri
Xã Lindenwood (tiếng Anh: Lindenwood Township) là một xã thuộc quận St. Charles, tiểu bang Missouri, Hoa Kỳ. Năm 2010, dân số của xã này là 19.602 người.